# Silvio Zavala
Silvio Arturo Zavala Vallado (Mérida, Yucatán; 7 de febrero de 1909-Ciudad de México, 4 de diciembre de 2014) fue un historiador, diplomático, escritor y académico mexicano. Se desempeñó como catedrático en El Colegio de México, mismo que presidió entre 1963 y 1966, asimismo fue fundador del Centro de Estudios Históricos de dicha universidad. Fue miembro de El Colegio Nacional, la Academia Mexicana de la Historia y la Academia Mexicana de la Lengua.

## Primeros años
Sus padres fueron Arturo Zavala Castillo y Mercedes Vallado García. Realizó sus estudios básico y medio superior en escuelas de su tierra natal: Consuelo Zavala y Escuela Modelo. Se graduó del Instituto Literario de Yucatán y después, de la entonces Universidad del Sureste, hoy Universidad Autónoma de Yucatán y finalmente en la Facultad de Filosofía y Letras de la Universidad Nacional Autónoma de México.

## Academia
En el extranjero, estudió en Nueva Orleans y Madrid, obteniendo en la antigua Universidad Central, hoy Universidad Complutense, el doctorado en Derecho. Colaboró en el Centro de Estudios Históricos de Madrid entre 1933 y 1936. De regreso a México colaboró en la Revista de Historia de América (1938-1965); fue director de la Biblioteca Histórica Mexicana de Obras Inéditas; fue también director y maestro en el  Centro de Estudios Históricos de México.
En 1933 participó como alumno en el meritado Crucero Universitario por le Mediterráneo.
Miembro destacado de importantes instituciones como la Academia Mexicana de la Lengua, de la Academia Mexicana de la Historia y de El Colegio Nacional. Fue profesor emérito de  El Colegio de México que presidió. Docente, además de haber recibido el doctorado honoris causa, de varias instituciones universitarias y de cultura superior, mexicanas y extranjeras .

## Trayectoria diplomática
- Entre 1956 y 1963 se desempeñó en París como delegado permanente de México en la Unesco.[7]
- Embajador de México en Francia entre 1966 y 1975.

## Obra
De su época en España:
- Instituciones jurídicas en la conquista de América (1935)
- La encomienda indiana (1935)
- La Utopía de Tomás Moro en la Nueva España y otros estudios (1937)

En México ha publicado:
- Fuentes para la historia del trabajo en la Nueva España (1940)
- Ideario de Vasco de Quiroga (1941)
- Ensayos sobre la colonización española en América (1944)
- La filosofía política en la conquista de América, Ordenanzas de trabajo en la Nueva España. Siglos XVI y XVII y Síntesis de la historia del pueblo mexicano (1947)
- América en el espíritu francés del siglo XVIII e Historia Universal moderna y contemporánea (1949)
- Historia universal. Antigüedad y Edad Media, y Aproximaciones a la Historia de México (1953)
- El nuevo mundo en los intercambios mundiales postcolombinos (1961)
- La defensa de los derechos del hombre en América Latina. Siglos XVI-XVIII (1963)
- Los esclavos indios en la Nueva España (1968)
- Fray Alonso de la Veracruz. Primer maestro de derecho agrario en la incipiente Universidad de México 1553-1555 (1981)
- El servicio personal de los indios en la Nueva España. 1576-1599 (1987)

Su producción historiográfica registra más 100 obras y cerca de 600 publicaciones entre artículos y otras contribuciones.
Presidió el Consejo Consultivo de la enciclopedia alfabética Yucatán en el tiempo, referente histórico de Yucatán, editada en 1998.

## Reconocimientos
- Premio Príncipe de Asturias en 1993, de Ciencias Sociales.
- En 1969 recibió en México el Premio Nacional de Letras.
- Medalla Eligio Ancona de la Universidad Autónoma de Yucatán
- Doctor honoris causa de la Universidad Autónoma de Yucatán
- Doctor honoris causa de la Universidad de Sonora
- Doctor honoris causa de la Universidad de Toulouse, Francia.
- Confrérie des chevaliers du Tastevin, Francia
- Presea Vasco de Quiroga en 1986.
- Premio Rafael Heliodoro Valle en 1988.
- Medalla de plata “Aristóteles”, otorgada por la UNESCO en 1989.
- La Gran Cruz de la Orden Civil de Alfonso X el Sabio.
- Premio Carlos de Sigüenza y Góngora, de la Academia Mexicana de Archivos Históricos.